# XXX (album 1984)
XXX – album kompilacyjny zespołu 1984 wydany w 2015 roku nakładem Polskiej Wytwórni Muzycznej RKDF. Premiera miała miejsce 12 grudnia 2015 podczas jubileuszowego koncertu zespołu w rzeszowskim klubie Life House.
Do płyty dołączona jest 60-stronicowa książeczka ukazująca 30-letnią historię zespołu.

## Lista utworów
Źródło:.
1. „Tu nie będzie rewolucji”
2. „Krucjata”
3. „Specjalny rodzaj kontrastu”
4. „W hołdzie fanatykom marszu – Idziemy”
5. „Ferma hodowlana”
6. „Sztuczne oddychanie”
7. „Radio niebieskie oczy Heleny”
8. „Wstajemy na raz, śpiewamy na dwa”
9. „Tu nie będzie rewolucji”
10. „Specjalny rodzaj kontrastu”
11. „Biała chorągiewka”
12. „Czas pokonanych”
13. „Pod szkłem”
14. „Pierwszy front”
15. „Niech płoną sny”
16. „Komisariat”
17. „Babilon.pl”
18. „Pierwszy front”
19. „Komisariat – XXX”
20. „Animal Farm – XXX”
21. „Na fali”
22. „Rzeszowska brać”
23. „Paweł `Czester` Tauter -`Przesłuchanie`” – w roli przesłuchującego Maciej `Dziaduś` Miernik